# Monomotapa United Football Club
O Monomotapa United Football Club é um clube de futebol com sede em Harare, Zimbabwe. A equipe compete no Campeonato Zimbabuense de Futebol.

## História
O clube foi fundado em 2003.